# プロパジン
プロパジン（英: Propazine）は、トリアジン系除草剤の一種である。

## 用途
スイスのチバガイギーが開発した除草剤で、日本では1961年12月12日に農薬登録を受けた。ニンジン、パセリ、セロリ畑などの一年生雑草に使用されたが、1991年12月12日に登録が失効している。商品名に「ゲザミル」があった。原体の輸入量は1991年は3トン、1992年以降はゼロである。

## 製造
塩化シアヌルとイソプロピルアミンから製造される。